# Мори Сигэёси
Мори Сигэёси, также Мори Камбэй (яп. 毛利重能 Мо:ри Сигэёси) — японский математик раннего периода Эдо, принадлежавший к национальному японскому направлению математической науки — васан. В юности он изучал арифметику в Китае, а по возвращении в Японию основал собственную математическую школу. Он является автором нескольких значительных книг по математике, арифметике и методам использования соробана (японских счётов). Одним из его учеников и последователей был Ёсида Мицуёси, автор книги Дзинкоки (яп. 塵劫記).